# Mesochorus bracatus
Mesochorus bracatus là một loài tò vò trong họ Ichneumonidae.